# 9551 Kazi
9551 Kazi eller 1985 UJ är en asteroid i huvudbältet som upptäcktes den 20 oktober 1985 av den tjeckiske astronomen Antonín Mrkos vid Kleť-observatoriet i Tjeckien. Den är uppkallad efter den Bohemska myten Kazi.
Asteroiden har en diameter på ungefär 4 kilometer.